# VanossGaming
VanossGaming (* 31. Juli 1992 in Toronto; bürgerlich Evan Fong) ist ein kanadischer Entertainer in der Gaming-Szene. Daneben ist er auch als Musikproduzent unter dem Pseudonym Rynx tätig.

## Leben
Nach dem Besuch der Richmond Hill High School bemühte sich Fong um ein Sportstipendium an einer Hochschule, studierte dann jedoch Volkswirtschaftslehre an der University of Pennsylvania. Im zweiten Jahr seines Studiums brach er dieses ab, um sich hauptberuflich auf seinen Youtube-Kanal zu konzentrieren. 2017 zählte ihn das Forbes Magazine zu den wichtigsten Influencern im Bereich „Gaming“.

## Diskografie
Singles
- 2017: Want You (feat. Miranda Glory)
- 2018: I’m Alright (feat. Jimi Ono)
- 2019: Hold On (feat. Drew Love)
- 2019: Read my Mind (feat. Mainland)
- 2019: Club Poor
- 2019: All For You (feat. Kiesza)

Remixe
- 2017: THEY. – U-Rite
- 2018: Alison Wonderland – Cry
- 2018: Gallant – Doesn’t Matter
- 2018: Sasha Sloan – Normal (mit JayKode)
- 2019: Olivia O’Brien – Love Myself
- 2019: Sean Paul & J Balvin – Contra la pared

## Auszeichnungen
- The Game Awards Trending Gamer
- Shorty Award Gaming